# SLU7
SLU7‏ (SLU7 homolog, splicing factor) هوَ بروتين يُشَفر بواسطة جين SLU7 في الإنسان.